# Unione Sportiva Vibonese Calcio 2009-2010
Questa voce raccoglie le informazioni riguardanti dell'Unione Sportiva Vibonese Calcio nelle competizioni ufficiali della stagione 2009-2010.

## Rosa
| N. |                    | Ruolo | Calciatore          |
| -- | ------------------ | ----- | ------------------- |
|    | Italia (bandiera)  | D     | Vincenzo Barbera    |
|    | Italia (bandiera)  | A     | Alessandro Beccaria |
|    | Italia (bandiera)  | D     | Gaetano Bertini     |
|    | Italia (bandiera)  | C     | Raffaele Biava      |
|    | Italia (bandiera)  | A     | Luca Cammilluzzi    |
|    | Italia (bandiera)  | C     | Valentino Conti     |
|    | Italia (bandiera)  | C     | Gaetano Di Mauro    |
|    | Italia (bandiera)  | A     | Alessandro Ficara   |
|    | Italia (bandiera)  | C     | Alessandro Filardo  |
|    | Italia (bandiera)  | C     | Leonardo Gatto      |
|    | Italia (bandiera)  | C     | Angelo Lopetrone    |
|    | Italia (bandiera)  | C     | Giuseppe Mazza      |
|    | Italia (bandiera)  | P     | Riccardo Mengoni    |
|    | Italia (bandiera)  | C     | Marco Milanese      |
|    | Nigeria (bandiera) | A     | Ikeciukwu Nwigwe    |
|    | Nigeria (bandiera) | A     | Akeem Omolade       |
|    | Italia (bandiera)  | D     | Antonio Orefice     |

| N. |                   | Ruolo | Calciatore           |
| -- | ----------------- | ----- | -------------------- |
|    | Italia (bandiera) | A     | Antonio Panagia      |
|    | Italia (bandiera) | D     | Nicolò Pascuccio     |
|    | Italia (bandiera) | C     | Rosario Patanè       |
|    | Italia (bandiera) | C     | Francesco Paternò    |
|    | Italia (bandiera) | D     | Nicolò Perna         |
|    | Italia (bandiera) | D     | Danilo Piroli        |
|    | Italia (bandiera) | C     | Francesco Pirrone    |
|    | Italia (bandiera) | A     | Francesco Ramondino  |
|    | Italia (bandiera) | A     | Vincenzo Riccobono   |
|    | Italia (bandiera) | C     | Adriano Rugiero      |
|    | Italia (bandiera) | A     | Andrea Saturno       |
|    | Italia (bandiera) | D     | Francesco Schiavello |
|    | Italia (bandiera) | D     | Andrea Scrugli       |
|    | Italia (bandiera) | P     | Valerio Senatore     |
|    | Italia (bandiera) | A     | Fabio Sperandeo      |
|    | Italia (bandiera) | D     | Salvatore Vallefuoco |